# Edward Sprague Rand
Edward Sprague Rand Jr, född 1834 i Boston, Massachusetts, död 1897, var en amerikansk botaniker.
Auktorsnamnet E.S.Rand kan användas för Edward Sprague Rand i samband med ett vetenskapligt namn inom botaniken; se Wikipediaartiklar som länkar till auktorsnamnet.